# 李默 (女歌手)
李默（1962年？—）女，籍贯不详，中华人民共和国歌唱家。

## 生平
由于混血遗传之故，李默的眼睛特别大。李默从小曾学习芭蕾、京剧，后来成为海政歌剧团歌剧演员。1980年时，李默却喜欢上苏芮的演唱。在一次晚会上，李默首次独唱、翻唱了苏芮歌曲，受到观众欢迎，被当时《北京晚报》记者沙青看到，随即力邀她参加正在筹备的新星音乐会。
李默回忆称，“当时我所在的海政歌舞团不同意。后来同意我演出，但不允许我唱‘流行歌’，而要唱一些偏歌剧的曲目。而我自己当时也不太自信。”1980年，18岁的李默参加了轰动一时的新星音乐会，演唱了《照镜子》、《彩云归》（海政歌剧团歌剧《琴箫月》主题歌）等歌曲。
1980年左右，艺术界“中国青年代表团”赴日本交流。李默的演唱受到日本方面的热烈欢迎，并向海政歌剧团发出请求让李默免费赴大阪女子音乐学院学习。当时，李默开始对中国国内民歌、美声演唱中需要“装”才能演唱的形式并不认同，便选择了日本民歌（演歌）专业学习。李默回忆称，“我越来越喜欢那种不是‘装’出来的声音。很多欧美及日本歌唱家，声音并不特别完美，但歌声中流露出的真诚却更加打动人。”
1985年，自日本留学归国后，李默离开海政歌剧团，赴中央民族乐团工作。在入团考试时，她演唱了《北国之春》。“我全部用真声演唱，当时现场所有人都震惊了。因为当时还没人这么唱过。”在此次变换工作之前，她已是海政歌剧团年龄最小的正团级演员，但李默对失去这样优厚的待遇并不在意。李默回忆称，“我1980年就写了《一个灵魂的祈祷》的小说，当时得到500块稿费。在那个年代这就算非常多了。后来我往返日本，给当地电台、电视台录音，唱些《十五的月亮》之类的音乐，都是一千万日元的合同。我觉得，人生中谁都需要钱，但我历来把钱看得很淡。”
年轻时，美丽清秀的李默有很多追求者。但李默惟一一次爱情，便是对周润发的单相思。“那时看《上海滩》看得我神魂颠倒，我跟我的老师说我一定要去找周润发。结果我真的去香港了，而且电话都找到了。但最后还是没敢联系。我这辈子就爱过这一个人。”后来，李默结婚，但婚后遭遇家庭暴力，所以在怀孕之时，便与丈夫离婚。婚姻对李默形成了难以抚平的伤害。
其他伤害也接踵而至。李默说，“我之前太容易相信人，被很多人都骗过。我一个最好的女朋友，说帮我买房子结果骗走我一千多万。我妹妹后来拒绝赡养我们的父亲，我一气之下再也不见她。我几乎跟谁都不来往了。”
李默为人非常低调，甚至不愿意为人所知。21世纪初，她居住在北京市朝阳区，美国驻华大使馆对面。她最大的休闲便是看HBO电影，此外便是服侍父亲、照顾儿子。她说，“我的生活圈子就在赛特、国贸、秀水这个小区域。作为女人，我连高跟鞋都没穿过。今后的愿望，就是在儿子能独立生活后，我搬到西班牙一个小岛上独自生活，可以靠做饭维持生计。我也一直在写小说，但不准备发表，等我死后把它送给儿子。”李默自评，“我这辈子就是追求完美。勉强的事我不会做的。”2010年，她在阔别舞台十五年之后，应邀参加了“梦回1980——新星音乐会30年纪念演出。她说，“我是所有歌手中最后一个签合同的。如果我认为到时我的声音不能完全表达我的感情，真有可能我就又放弃了。”

## 作品
- 歌剧《琴箫月》（1980年海政歌剧团排演）饰 春兰、秋菊
  - 彩云归
- 歌剧《刘胡兰》（1977年海政歌剧团排演）饰 刘胡兰
  - 从前线传来好消息
  - 借月光看看我的家乡
  - 情比汾河流水长
  - 数九寒天下大雪
  - 我在门口听风声
  - 雄伟的吕梁
  - 心中一轮红日升
  - 气昂昂赴刑场
  - 迎着太阳头不回
  - 为人民献身最荣光